# Ségalas (Lot-et-Garonne)
Ségalas település Franciaországban, Lot-et-Garonne megyében. Lakosainak száma 156 fő (2022. január 1.). Ségalas Sérignac-Péboudou, Montignac-de-Lauzun, Monviel, Saint-Colomb-de-Lauzun és Saint-Maurice-de-Lestapel községekkel határos.

## Népesség
A település népessége az elmúlt években az alábbi módon változott:
| Lakosok száma | 313  | 222  | 189  | 168  | 168  | 158  | 156  | 155  | 155  | 156  |
|               | 1968 | 1982 | 1990 | 2006 | 2013 | 2015 | 2017 | 2019 | 2020 | 2022 |